# Ulf Kaspera
Ulf Kaspera (* um 1970) ist ein deutscher Jurist und Behördenleiter. Er ist Direktor der Bundesstelle für Seeunfalluntersuchung (BSU).

## Leben
Kaspera ist Volljurist. Er war beim Bundesamt für Seeschifffahrt und Hydrographie (BSH) beschäftigt, wo er bereits in Positionen – zuletzt als Referatsleiter für die Bereiche Haushalt, Personal und Personalentwicklung – tätig war. 2017 wurde er zum Direktor der Bundesstelle für Seeunfalluntersuchung ernannt.